# Goniographa shchetkini
Goniographa shchetkini là một loài bướm đêm thuộc họ Noctuidae. Nó là loài duy nhất được tìm thấy ở a single location near the Liangar glacier.
Sải cánh dài khoảng 31 mm.